# Oost-Europees Platform
Het Oost-Europees Platform of Russisch Platform is in de geologie en geomorfologie een geologische provincie die de Baltische staten, Wit-Rusland, het noordoosten van Polen en grote delen van Europees Rusland beslaat. Het is een relatief vlak gebied waaronder zeer oude, stabiele lithosfeer ligt.
Geologisch gezien wordt het Oost-Europees Platform in het westen door de Tornquistlijn, in het oosten door de Oeral, in het noorden door het Baltisch Schild en in het zuiden door het Oekraïens Schild begrensd. Net als de Baltische en Oekraïense schilden bestaat de lithosfeer onder het Oost-Europees Platform uit de zeer oude gesteenten van het Oost-Europees Kraton. In tegenstelling tot de twee schilden vormen deze gesteenten in het Oost-Europees Platform een kristallijne sokkel die overdekt wordt door jongere gesteentelagen.